# Amtsgericht Westerland

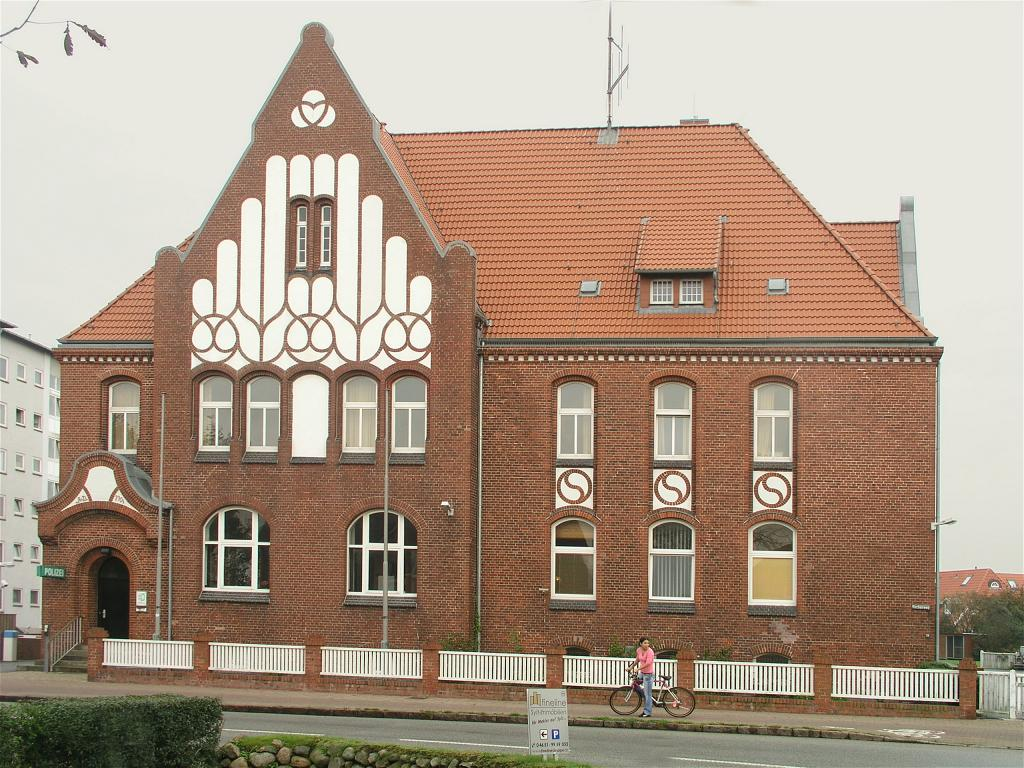
Ehem. Amtsgerichtsgebäude in Westerland

Das Amtsgericht Westerland (bis 1902: Amtsgericht Tinnum (auf Sylt)) war ein deutsches Amtsgericht mit Sitz zunächst in Tinnum und dann in Westerland.

## Geschichte
Mit der Annexion Schleswig-Holsteins wurden 1867 in der nunmehr preußischen Provinz fünf Kreisgerichte und das übergeordnete Appellationsgericht Kiel eingerichtet. Als Eingangsgerichte wurden Amtsgerichte geschaffen, darunter das Amtsgericht Tinnum auf Sylt als eines von 19 Amtsgerichten des Kreisgerichts Flensburg. Den Gerichtssprengel bildeten die Insel Sylt. Mit dem Inkrafttreten des deutschen Gerichtsverfassungsgesetzes am 1. Oktober 1879 wurden reichsweit einheitlich Amts-, Land- und Oberlandesgerichte geschaffen. Das Amtsgericht Tinnum blieb bestehen und war nun dem Landgericht Flensburg nachgeordnet. Sein Gerichtsbezirk umfasste daraufhin aus dem Kreis Tondern  die Gemeindebezirke Archsum, Keitum, List, Morsum, Norddörfer, Rantum, Tinnum und Westerland. Am Gericht bestand 1880 eine Richterstelle. Das Amtsgericht war damit ein kleines Amtsgericht im Landgerichtsbezirk.
Im Jahre 1902 wurde das Amtsgericht nach Westerland verlegt. Im Jahre 1973 wurde das Amtsgericht Westerland aufgehoben, und das Amtsgericht Niebüll übernahm seine Aufgaben.

## Gerichtsgebäude
Im Rahmen der Verlegung nach Westerland wurde ein neues Gerichtsgebäude (Kirchenweg 21) errichtet und 1904 bezogen. Das Gebäude wird heute als Polizeiinspektion genutzt und steht unter Denkmalschutz.